# 6460 Bassano
6460 Bassano è un asteroide della fascia principale. Scoperto nel 1992, presenta un'orbita caratterizzata da un semiasse maggiore pari a 2,2578764 UA e da un'eccentricità di 0,1057534, inclinata di 3,22675° rispetto all'eclittica.
L'asteroide è dedicato a Bassano Bresciano, località italiana dove ha sede l'osservatorio da cui è stato scoperto.